# Manang Marsyangdi
Manang Marsyangdi Club – nepalski klub piłkarski z siedzibą w mieście Katmandu. Drużyna swoje mecze rozgrywa na stadionie Dasarath Rangasala. 

## Sukcesy
- Mistrzostwo Nepalu: 8 razy

1986, 1987, 1989, 2000, 2003, 2006, 2013, 2019